# 21641 Тіффаніко
21641 Тіффаніко (21641 Tiffanyko) — астероїд головного поясу, відкритий 14 липня 1999 року.
Тіссеранів параметр щодо Юпітера — 3,351.